# Kolumna Mariańska w Bańskiej Szczawnicy

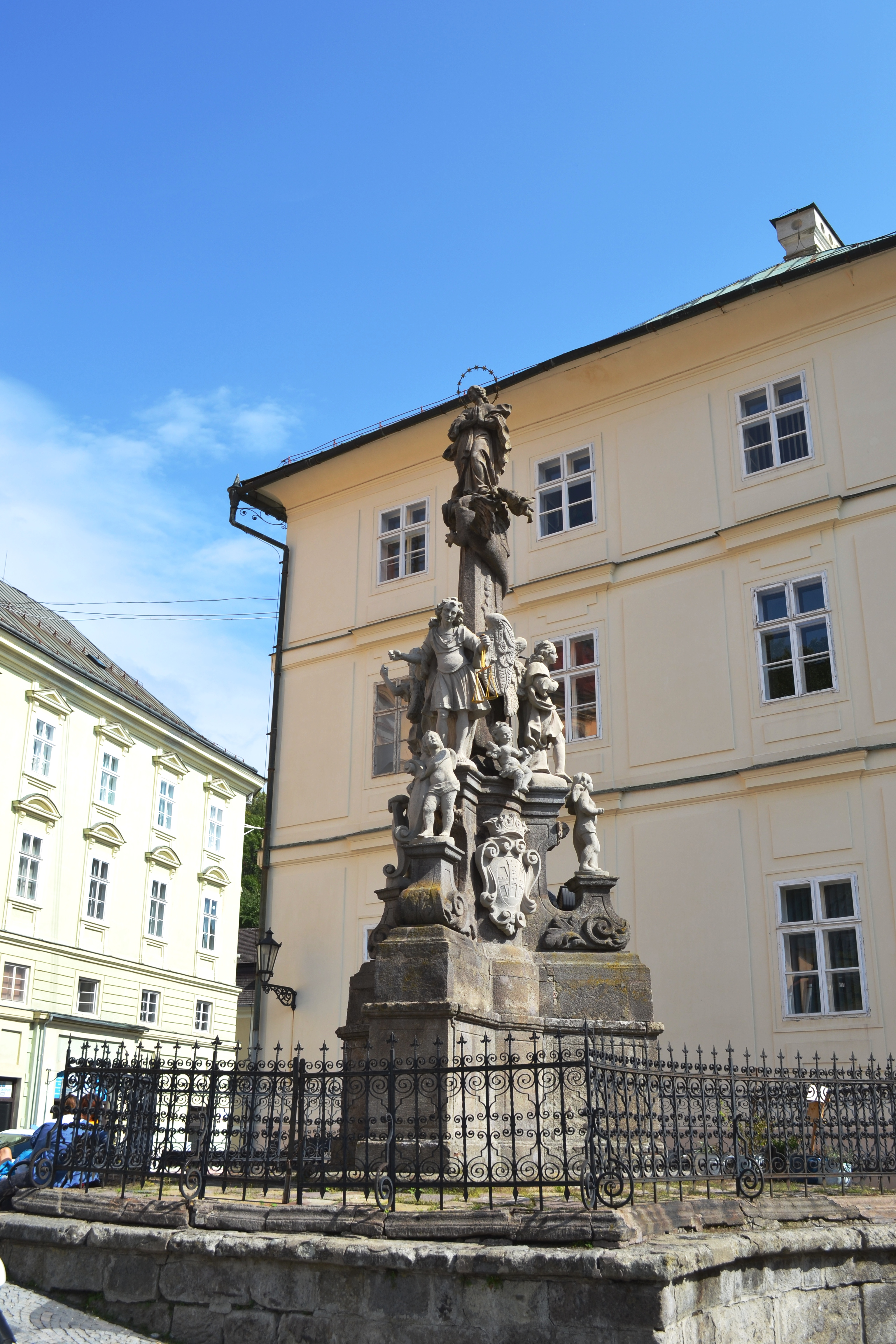
Kolumna Mariańska w Bańskiej Szczawnicy

Kolumna Mariańska (słow. súsošie Panny Márie) – barokowa kompozycja architektoniczno-rzeźbiarska w formie kolumny zwieńczonej posągiem Najświętszej Marii Panny w Bańskiej Szczawnicy na Słowacji.

## Położenie
Kolumna usytuowana jest w samym centrum miasta. Stoi na Placu Ratuszowym (słow. Radničné námestie), po zachodniej stronie bańskoszczawnickiego ratusza, na miejscu starszej, ratuszowej kapliczki z początków XVI w.

## Opis
Kompozycję wykonał w 1748 r. rzeźbiarz Franciszek Rösser. Na szerokim, sześciobocznym podeście wznosi się stopniowany postument o trójosiowym przekroju, na którym usytuowana jest również trójboczna kolumna, zwieńczona rzeźbą, przedstawiającą Immaculatę depczącą smoka. Głowę Marii Panny otacza aureola z 12 złotych gwiazd. Filar ozdobiony jest bogatą dekoracją rzeźbiarską, w skład której wchodzą kartusze, postacie archaniołów (u góry): Michała (trzyma w dłoni złotą wagę), Gabriela i Rafaela oraz aniołów (poniżej), trzymających mniejsze tarcze z tekstami łacińskich pozdrowień.